# Николаевка (Павлодарская область)
Николаевка (каз. Николаевка) — упразднённое село в Щербактинском районе Павлодарской области Казахстана. Входило в состав Алексеевского сельского округа. Код КАТО — 556835200. Исключено из учётных данных в 2017 г.

## География
Село расположено вблизи границы с Российской Федерацией, примерно в 30 км к востоку-юго-востоку (ESE) от села Шарбакты, административного центра района, на высоте 134 метров над уровнем моря.

## Население
В 1999 году численность населения села составляла 313 человек (161 мужчина и 156 женщин). По данным переписи 2009 года, в селе проживало 157 человек (95 мужчин и 66 женщин).